# Schorndorfer Weiber

Carl von Häberlin: Die Weiber von Schorndorf. Öl auf Leinwand, 1866 (Stadtmuseum Schorndorf)

Die Schorndorfer Weiber retteten im Jahre 1688 unter der Führung von Barbara Künkelin die Stadt Schorndorf vor der Übergabe an den französischen Brigadegeneral Mélac und gingen so in die Geschichte der Stadt ein.

## Geschichte
Nachdem zu Beginn des Pfälzischen Kriegs Philippsburg von den Franzosen eingenommen wurde, marschierten die Truppen weiter nach Württemberg. Dieses war ziemlich hilflos, vor allem, da die schwäbischen Truppen noch in dem Krieg des Kaisers gegen die Türken gebunden waren.
Die Franzosen nutzten ihre militärische Überlegenheit und die Unterlegenheit Württembergs aus, um Kontributionen einzutreiben. Hierzu zogen sie gewalttätig durchs Land, wobei meist die Androhung von Brandschatzung genügte; in einzelnen Fällen wurden Städte niedergebrannt. In Stuttgart machte sich die Regierung des Herzogtums daran, mit den Franzosen über die Forderungen zu verhandeln; es wurden jegliche Forderungen erfüllt.
Um Stuttgart zu schützen, wurde beschlossen, dass die Feste Schorndorf, von der befürchtet wurde, dass sie nicht mehr lang zu halten sei, dem französischen General übergeben werden sollte. In Schorndorf waren aber weder der Festungskommandant, der Stadtkommandant Krummhaar noch die Bürgerschaft zur Übergabe bereit. Es wurden mehrere Boten zu umstehenden Befehlshabern der kaiserlichen Truppen geschickt, um Unterstützung zu fordern. Schließlich trafen die Boten aus Stuttgart auf dem Schorndorfer Rathaus mit dem Kapitulationsbefehl ein. Auch Barbara Künkelin wollte die Übergabe Schorndorfs nicht akzeptieren. In Übereinstimmung mit Krummhaar wurde der Weingärtner Kurz beauftragt, alle Frauen Schorndorfs zusammenzurufen. Er forderte sie auf, sich zu bewaffnen und vor Künkelins Haus zu kommen. Bewaffnet mit Mistgabeln, Messern, Hellebarden und Sicheln stürmten sie unter Führung Barbara Künkelins mit den Worten „Tod den Verrätern“ das Rathaus. Nun gaben die Weiber in Schorndorf den Ton an. Sie ließen die Stuttgarter Unterhändler drei Nächte und zwei Tage nicht aus dem Gebäude.
Als am 17. Dezember 1688 Mélac aufmarschierte, wartete er vergebens auf die Übergabe Schorndorfs; Krummhaar und die Bürgerschaft hofften weiter auf Unterstützung durch kaiserliche Truppen. Da Mélac schwere Geschütze fehlten, musste er abziehen, brannte jedoch im heutigen Schorndorfer Stadtteil Haubersbronn noch einige Gebäude nieder.
Schließlich trafen die erhofften kaiserlichen Truppen ein und Mélac musste fliehen; Schorndorf war durch den Mut der Frauen gerettet.

## Wirkung
Die Geschichte der Schorndorfer Weiber wurde von mehreren Künstlern bearbeitet, unter anderem von Paul Heyse in seiner 1881 erschienenen Novelle Die Weiber von Schorndorf. August Reissmanns „komische Oper in 3 Akten“ Die Bürgermeisterin von Schorndorf erlebte ihre Uraufführung am 1. November 1880 Leipzig, fiel jedoch durch und geriet infolgedessen in Vergessenheit. 1896 veröffentlichte der Altonaer Komponist Felix Woyrsch seine Deutschlandweit gespielte Oper Der Weiberkrieg.
Der Stoff diente während der Zeit des Nationalsozialismus auch propagandistischen Zwecken, so in Arthur Ehrhardts Roman Barbara rettet die Stadt, der 1943 im Potsdamer Voggenreiter Verlag erschien.
Auf der Rückseite des Schorndorfer Rathauses befindet sich ein Natursteinmosaik (1965) von Hans Gottfried von Stockhausen, das die Schorndorfer Weiber bei der Erstürmung der Ratsstube darstellt.
Nach den historischen Schorndorfer Weibern benannt ist die 1949 gegründete Arbeitsgemeinschaft Schorndorfer Weiber e. V., ein sozial, karitativ und kulturell tätiger Verein in Schorndorf.